# Pithecellobium roseum
Pithecellobium roseum är en ärtväxtart. Pithecellobium roseum ingår i släktet Pithecellobium och familjen ärtväxter.

## Underarter
Arten delas in i följande underarter:
- P. r. glaucescens
- P. r. roseum